# 노노 하나
노노 하나(일본어: 野乃 はな)는《허긋토! 프리큐어》에 등장하는 가공의 인물이다. 애니메이션에서 목소리를 연기한 성우는 히키사카 리에이다.

## 프로필
| 이름                 | 노노 하나          |
| 성별                 | 여자               |
| 생일                 | 1월 20일           |
| 별자리               | 물병자리           |
| 나이                 | 13세 → 14세        |
| 변신명               | 큐어 옐(Cure Yell) |
| 상징색               | 분홍색             |
| 상징문양             | 꽃                 |
| 등장 프리큐어 시리즈 | 허긋토! 프리큐어   |

## 인물소개
허긋토! 프리큐어에 등장하는 소녀. 
새 학기를 맞아 원래 사인힐 학원에서 라브니르 학원으로 전학을 온 중학교 2학년생으로 또래에 비하여 키가 작고 앳된 얼굴을 가진 모습이다. 활발하고 기운 넘치는 성격이지만 덜렁대는 면도 있어서 실수도 한다. 
그림을 잘 그리는 편이며 배려심이 많은 편이며 자신 앞에 나타난 아기 허그땅을 지키기 위해 프리큐어로 각성하여 큐어 옐로 변신하며 적과 싸우게 되었다.

## 큐어 옐
노노 하나가 프리큐어로 각성하게 된 모습으로 상징색은 분홍색이다. 

### 공격기술
- 미라이 크리스탈 핑크
- 미라이 크리스탈 로즈